# Хоссайнпур (подокруг)
Хоссайнпур (бенг. হোসেনপুর, англ. Hossainpur) — подокруг на северо-востоке Бангладеш в составе округа Кишоргандж. Образован в 1922 году. Административный центр — город Хоссайнпур. Площадь подокруга — 193,73 км². По данным переписи 1991 года численность населения подокруга составляла 148 028 человек. Плотность населения равнялась 1220 чел. на 1 км². Уровень грамотности населения составлял 23,1 %. Религиозный состав: мусульмане — 97,62 %, индуисты — 2,27 %, прочие — 0,11 %.